# Wiadomości Gubernialne Guberni Radomskiej

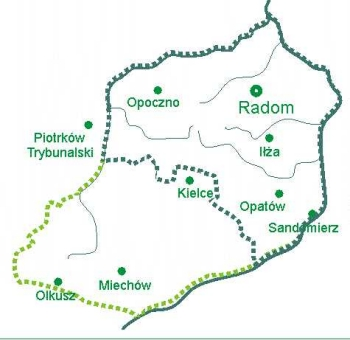
Gubernia radomska – kolorem jasnozielonym granice z lat 1844-1866, ciemnozielonym granice po 1866

Wiadomości Gubernialne Guberni Radomskiej (WGGR) – wydawnictwo zawierające akty normatywne guberni radomskiej oraz ich omówienia. WGGR zastąpiły Dziennik Urzędowy Guberni Radomskiej.
W Bibliotece Archiwum Państwowego w Radomiu znajdują się numery tego wydawnictwa z lat: 1868–1901, 1904–1905, 1908, 1910–1911, 1913–1915.